# Imbrasia callophthalma
Imbrasia callophthalma är en fjärilsart som beskrevs av Pierre Claude Rougeot 1979. Imbrasia callophthalma ingår i släktet Imbrasia och familjen påfågelsspinnare. Inga underarter finns listade i Catalogue of Life.